# جوزيف شادر
جوزيف شادر (1907 - 28 مارس 1977) هو سياسي أرمني كاثوليكي لبناني. كان عضوًا في مجلس النواب اللبناني من عام 1951 وحتى 1977، شغل منصب نائب رئيس مجلس النواب اللبناني. في عام 1958 أصبح أول وزير أرمني في الحكومة في لبنان. كما شغل منصب نائب رئيس حزب الكتائب اللبنانية.

## النشأة
ولد جوزيف شادر في بيروت عام 1907. وكان ابن لاجئ أرمني من ديار بكر وهو أنطوان شادر. كان أنطوان شادر عضوًا نشطًا في الاتحاد الوطني.
درس جوزيف شادر في مدرسة الفنون في بيروت. في عام 1925 بدأ دراسة القانون في معهد القانون الفرنسي، وتخرج في عام 1928 مع درجات جيدة.
بعد تخرجه كمحام، بدأ العمل في مكتب النائب الأرمني عبد الله إسحاق.

## تأسيس حزب الكتائب اللبنانية
في عام 1936 شارك في تأسيس حزب الكتائب اللبنانية. واعتبارًا من عام 1937، كان جوزيف شادر عضوًا في اللجنة التنفيذية للحزب. وفي تلك السنة، شغل أيضًا منصب رئيس اللجنة التأديبية للحزب. ثم أصبح الأمين العام للحزب، وهو المنصب الذي شغله حتى عام 1951.

## الانتخابات البرلمانية 1947
في عام 1947 تم ترشيحه كمرشح للأقليات في بيروت ضمن «القائمة الإصلاحية» المعارضة للانتخابات البرلمانية. ومع ذلك في يوم الانتخابات، زعم شادر وغيره من مرشحي المعارضة أنه تم التلاعب بالانتخابات ودعا أتباعهم إلى الامتناع عن التصويت. منحته النتائج الرسمية 3,168 صوتًا بنسبة (14.7٪)، وحصل على المركز الثاني في مقعد الأقليات.

## الانتخابات البرلمانية 1951
في عام 1951 تم تعيين شادر نائبا لرئيس حزب الكتائب اللبنانية.  تم إنشاء مقعد منفصل للأرمن الكاثوليك قبل الانتخابات العامة عام 1951. أصبح شادر نائبًا لرئيس حزب الكتائب اللبناية. وتوصلت الكنيسة الأرمنية الكاثوليكية إلى اتفاق مع حزب الكتائب، لترشيح شادر للمقعد المحجوز الجديد. قررت «قائمة العمالقة» عدم تقديم مرشح رسمي للأرمن الكاثوليك. دعا هنري فرعون أتباعه إلى التصويت لصالح شادر للمقعد الأرمن الكاثوليك في حين طالب كل من عبدالله اليافي وسامي الصلح بالتصويت لصالح إيلي خياط. فاز شادر بالمقعد بعد حصوله على 9660 صوتًا بنسبة (44٪) بينما حصل خياط على 2,257 صوتًا. كان شادر مرشح حزب الكتائب الوحيد القادر على الترشح.

## الانتخابات البرلمانية 1957
في الانتخابات العامة التي جرت عام 1957، تم تسمية شادر كمرشح أرمني كاثوليكي (تم إعادة مقعد الأرمن الكاثوليكي) على قائمة سامي الصلح في الدائرة الانتخابية الثانية في بيروت. فاز شادر بالمقعد، وحصل على 167070 صوتًا (حوالي 53.8 ٪).

## جوزيف شادر وزيرًا للتخطيط
في 14 مارس 1958، وفي ظل أزمة وطنية شارك فيها الأرمن من كلا الجانبين، تم تعيين شادر وزيراً للتخطيط في حكومة سامي الصلح. أصبح بذلك أول أرمني يصبح وزيراً في الحكومة الوطنية اللبنانية. علاوة على ذلك، كان ثاني عضو في حزب الكتائب اللبنانية يشغل منصب وزير في الحكومة (كان جان سكاف وزيرًا في الحكومة المؤقتة في الفترة من 12 مايو إلى 18 أغسطس 1953). استمرت فترة ولاية شادر كوزير حتى 24 سبتمبر 1958.

## الوفاة
توفي تشادر في 28 مارس 1977. ونظرًا لعدم إجراء انتخابات جديدة خلال الحرب الأهلية اللبنانية، ظل المقعد البرلماني الكاثوليكي الأرميني شاغراً حتى تم تعيين ابنه أنطوان شادر كعضو في البرلمان في عام 1991.

## التكريم
حصل تشادر على وسام الأرز الوطني برتبة ضابط. حصل أيضًا على رتبة قائد فارس من وسام القديس غريغوري العظيم